# Винярский, Людвиг Иванович
Людвиг Иванович Винярский (неизвестно — 25 февраля 1901, Пермь) — скрипач, дирижёр и педагог. Первая скрипка Пермского городского театра (с 1889 года)

## Биография
С детства у Винярского был обнаружен музыкальный талант. В семь лет играл на скрипке, а уже в десять лет поражал чуткостью передачи музыкальной мысли композитора и необыкновенной техникой игры. В раннем возрасте с ним произошла травма при падении, после которой на его спине стал рости горб. С данным недугом мужчина боролся всю жизнь.
Окончил Варшавскую консерваторию по курсу скрипичной игры, фортепиано и теории музыки. С 1881 года у Винярского началась музыкально-педагогическая деятельность в Саратове в музыкальных классах при отделении Императорского русского музыкального общества.
В 1889 году Винярский был приглашён в Пермь в качестве первой скрипки оркестра Пермского городского театра и преподавателя пермской музыкальной школы. Также с 1900 года стал заниматься дирижёрской деятельностью.
Помимо городского театра музыка под управлением Людвига Винярского звучала и в саду Общественного собрания — первом летнем театре города Перми. Вальсы, полонезы, польки, марши русских и мировых композиторов-классиков были послушны его дирижёрской палочке.
Винярский достаточно много преподавал за свою жизнь, а уроки скрипичной игры у него даже брал выдающийся дирижёр А. М. Пазовский.
Сергей Андреевич Ильин, который с ним тесно общался, вспоминал его такими словами:
«Это был человек мягкого, ровного характера, разносторонне образованный, осведомлённый решительно обо всём, чем может и должен интересоваться интеллект… Оркестр, которым руководил Винярский, был достоин столичных сцен...» А столичная «Русская музыкальная газета» сравнила его со Штраусом, который выступал в России на Павловском вокзале 
.
Ушёл из жизни 25 февраля 1901 года в Перми. Похоронен Винярский на Новом православном кладбище. На его могиле сохранился памятник с польским крестном и лирой, изображённой на постаменте. Могила заброшена.